# Susuzmüsellim, Hayrabolu
Susuzmüsellim là một xã thuộc huyện Hayrabolu, tỉnh Tekirdağ, Thổ Nhĩ Kỳ. Dân số thời điểm năm 2011 là 254 người.